# Glenea nigrifrons
Glenea nigrifrons är en skalbaggsart som beskrevs av Aurivillius 1920. Glenea nigrifrons ingår i släktet Glenea och familjen långhorningar.
Artens utbredningsområde är Sarawak. Inga underarter finns listade i Catalogue of Life.